# Георгиос Лазос Вранкас
Георгиос Лазос, известен като Вранкас (на гръцки: Γεώργιος Λάζος Βράγκας), е виден гръцки майстор строител и каменоделец.

## Биография
Лазос е роден в гревенското село Чирак, в което строителството е традиционен занаят. Получава прякора Вранкас. Не посещава училище и едва успява да научи донякъде да чете и смята. Става чирак строител, а по-късно майстор и със своя тайфа работи в Трикала, Тесалия, Беотия и Атон. Голямата част от живота си работи в Гревенско и Населишко.

## Произведения
Църкви
- „Успение Богородично“ в Луври, Населишко;
- „Благовещение Богородично“ в Евангелисмос, Еласонско;
- „Успение Богородично“ в Елатос, Гревенско;
- „Свети Атанасий“ в Елатос, Гревенско;
- „Успение Богородично“ в Пилори, Гревенско;
- „Успение Богородично“ в Корифи, Населишко;
- „Успение Богородично“ в Трикорфо, Гревенско;
- Изваяните части към основата на храма „Благовещение Богородично“ в Гревена. Всички църкви са трикорабни базилики от дялани камъни, без куполи (с изключение на тази в Евангелисмос, която има купол), с богати декорации по входовете и вратите.[1]

Каменни малки параклиси
- „Свети Георги“ в Кипариси, Гревенско;
- „Успение Богородично“ в Хрисавги, Населишко;[1]
- „Свети Йоан“ в Агиос Космас, Гревенско.[2] И трите параклиса са украсени с лъвове.[1]

Декоративни каменоделски работи
- „Въведение Богородично“ в Еклисиес;
- „Успение Богородично“ в Трикорфо, Гревенско, иконата на Богородица Врефократуса;
- „Успение Богородично“ в Луври, Населишко, растителната декорация, кръста и надписа;
- Иконата на Архангел Гаврил на входа на гробището в Хрисавги, Населишко.[1]

Каменни канделабри
- „Свети Димитър“ в Корифи, Населишко;
- „Свети Атанасий“ в Агиос Космас, Гревенско.[1]

Кули
- „Свети Николай“ в Дасилио, Населишко;
- „Света Параскева“ в Родохори, Населишко;
- „Свети Георги“ в Кипариси, Гревенско.[1]

Училища
- Трикомо, Гревенско;
- Спилео, Гревенско;
- Оропедио, Гревенско;
- Синдендро, Гревенско;
- Кипурио, Гревенско;
- Корифи, Населишко, портиците.[1]

Мостове
- Папатаков мост, между Агиос Космас и Кипариси;
- Между Хрисавги и Морфи.[1]

Вранкас е автор и на много частни къщи, изцяло или като украса в двете области – Населишко и Гревенско.